# كريستيان أندرسن
كريستيان أندرسن (بالدنماركية: Kristian Andersen)‏ (1 سبتمبر 1994 بإثيوبيا - ) هو مدرب كرة قدم ولاعب كرة قدم دانمركي في مركز الوسط. شارك مع منتخب الدنمارك تحت 17 سنة لكرة القدم ومنتخب الدنمارك تحت 19 سنة لكرة القدم. أما مع النوادي، فقد لعب مع نادي بروندبي ونادي كويه ‏.

## وصلات خارجية
- كريستيان أندرسن على موقع قاعدة بيانات كرة القدم.إي يو (الإنجليزية)
- كريستيان أندرسن على موقع Soccerway.com (الإنجليزية)
- كريستيان أندرسن على موقع عالم كرة القدم.نت (الإنجليزية)